# Yi Tso-lin
Yi Tso-lin, ou Yi Zuolin (chinois : 易作霖 ; pinyin : Yì Zuòlín), né le 19 juillet 1897 et mort le 29 mars 1945, dont le prénom social était Yi Chien-lou, était un linguiste, éducateur et philanthrope chinois. Il fait d'importantes contributions aux études de la phonétique, la phonologie et la grammaire du chinois moderne.
Il a été enseignant et directeur d'école pendant de nombreuses années et plus tard, inspecteur de l'enseignement de la province du Jiangsu. Il a consacré une grande partie de sa vie à aider les enfants pauvres de s'instruire, même sous l'occupation japonaise. Il est mort avant la fin de la Seconde Guerre mondiale. Ses publications les plus importantes sont Conférences sur la phonétique chinoise [國音學講義] publié en 1920 et Quatre conférences sur la grammaire chinoise [國語文法四講] publié en 1924.